# Osie Johnson
Osie Johnson, de son vrai nom James Johnson, né le 11 janvier 1923 à Washington dans le district de Columbia, et mort à New York le 10 février 1966, est un batteur de jazz américain.

## Biographie
En 1941, Osie Johnson joue dans le big band bostonien de Sabby Lewis. Après la guerre, et le service militaire, il vit à Chicago, puis s'établit à New York où il joue dans l'orchestre d'Earl Hines, de 1951 à 1953. Johnson devient un musicien de studio très actif, accompagnant Coleman Hawkins, Dinah Washington ou Wes Montgomery.

## Style
Osie Johnson enregistre également avec des musiciens de New York tels que  Frank Socolow, Hal McKusick, Milt Hinton, Al Cohn et Zoot Sims. Ces New Yorkais représentent un style de jazz qui peut se rapprocher de celui du jazz West Coast de Los Angeles.

## Discographie partielle

### Comme sideman
- 1955 : Bobby Scott : The Compositions of Bobby Scott, Bethlehem Records BCP-8
- 1955 : Eddie Bert : Let's Dig Bert, Trans-World Records TWLP-208
- 1955 : Hal McKusick : Hal McKusick Quartet, Bethlehem Records BCP-16
- 1955 : Hal McKusick : In a Twentieth-Century Drawing Room, RCA Records LPM-1164
- 1956 : Hal Schaefer : Hal Schaefer, The RCA Victor Jazz Workshop, RCA Victor Records LPM-1199
- 1957 : Al Cohn et Zoot Sims : From A to... Z, RCA Victor LPM-1282
- 1958 : Joe Newman With Zoots Sims : Locking Horns, Rama Records RLP 1003
- 1960 : Al Cohn et Zoot Sims : You 'n Me, Mercury Records MG-20606

## Sources
- Courte biographie sur le site Allmusic.com
- Alain Tercinet, 1986, West Coast Jazz, collection Epistrophy,  Editions Parenthèses, Marseille.